# Iglesia de San Cleofás
La Iglesia del San Cleofás,  también llamada Iglesia de Emaús y Basílica de San Cleofás, es una iglesia católica con el estatus de Basílica menor que está situada en la aldea de Al-Qubeiba (Gobernación de Jerusalén) en Cisjordania, Palestina.
Cuando los cruzados construyeron esta iglesia en 1280, consideraron que el lugar era el que correspondía al pueblo bíblico de Emaús, de donde provenía Cleofás. El pueblo también cuenta con las ruinas de una fortaleza romana que se llama  castellum Emmaus. Los cruzados construyeron sobre la supuesta casa de Cleofás una gran basílica de tres naves con un coro abovedado y con un ábside.
En el siglo XIX, la iglesia quedó en ruinas. La nave central estaba casi destruida y quedaba un muro de tres metros de altura en lugar de los ábsides. En 1852, la Custodia Franciscana de Tierra Santa de nuevo empezó una peregrinación anual cada mes de septiembre. La marquesa Pauline de Nicolay compró las ruinas en 1861 y la donó a los franciscanos.

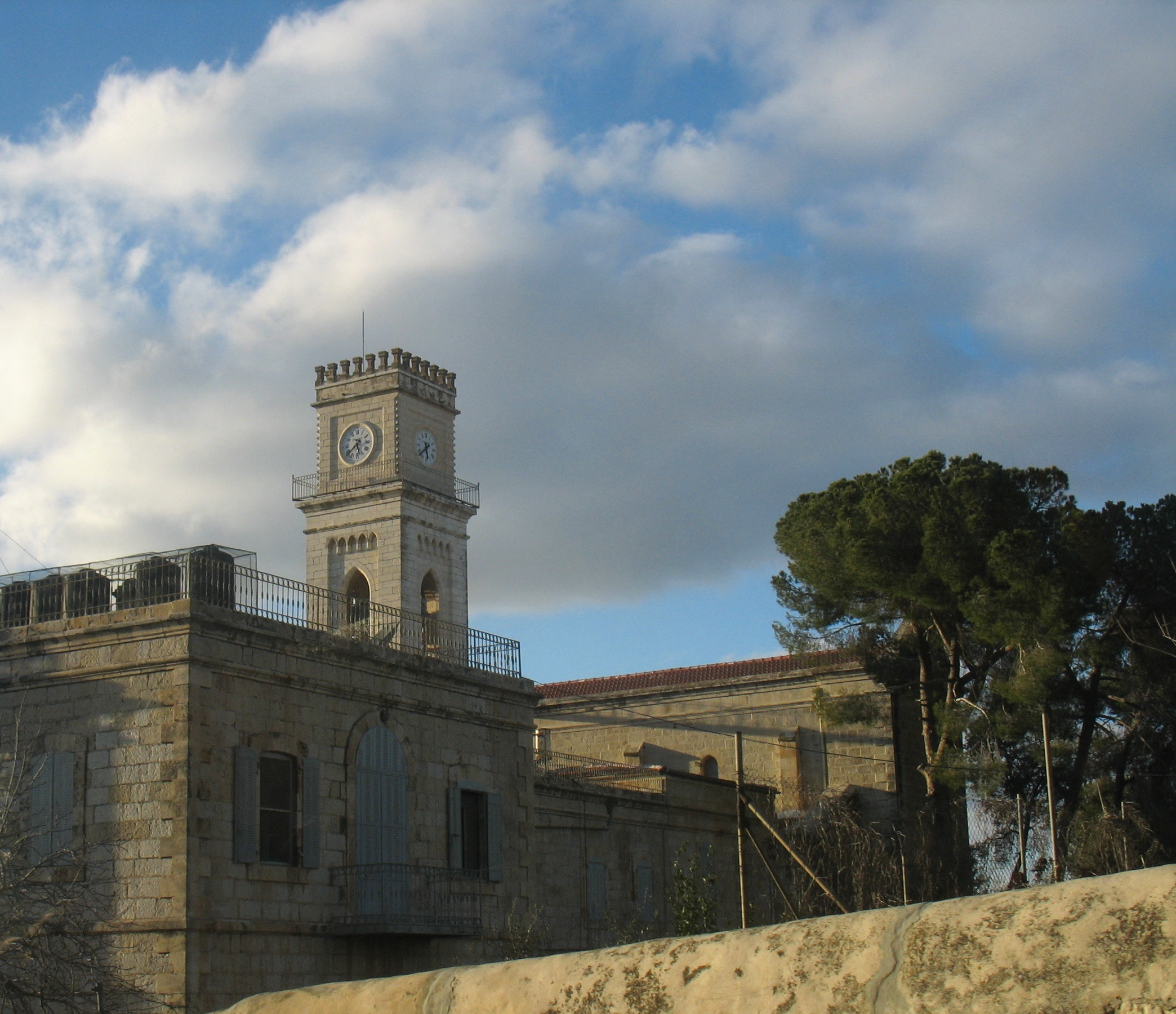
Vista parcial del templo en 2012

En 1902, el sultán Abdul Hamid II dio permiso a la orden de los Franciscanos para reconstruir su iglesia una vez más. El templo obtuvo el rango de basílica menor en 1919, durante el periodo de Administración del Territorio Enemigo Ocupado.